# Avon (Montana)
Avon es un lugar designado por el censo ubicado en el condado de Powell en el estado estadounidense de Montana. En el Censo de 2010 tenía una población de 111 habitantes y una densidad poblacional de 3,21 personas por km².

## Geografía
Avon se encuentra ubicado en las coordenadas 46°37′43″N 112°34′32″O / 46.62861, -112.57556. Según la Oficina del Censo de los Estados Unidos, Avon tiene una superficie total de 34.62 km², de la cual 34.61 km² corresponden a tierra firme y (0.03%) 0.01 km² es agua.

## Demografía
Según el censo de 2010, había 111 personas residiendo en Avon. La densidad de población era de 3,21 hab./km². De los 111 habitantes, Avon estaba compuesto por el 97.3% blancos, el 0% eran afroamericanos, el 0.9% eran amerindios, el 0.9% eran asiáticos, el 0% eran isleños del Pacífico, el 0% eran de otras razas y el 0.9% pertenecían a dos o más razas. Del total de la población el 0% eran hispanos o latinos de cualquier raza.